# 올랭피크 드 마르세유

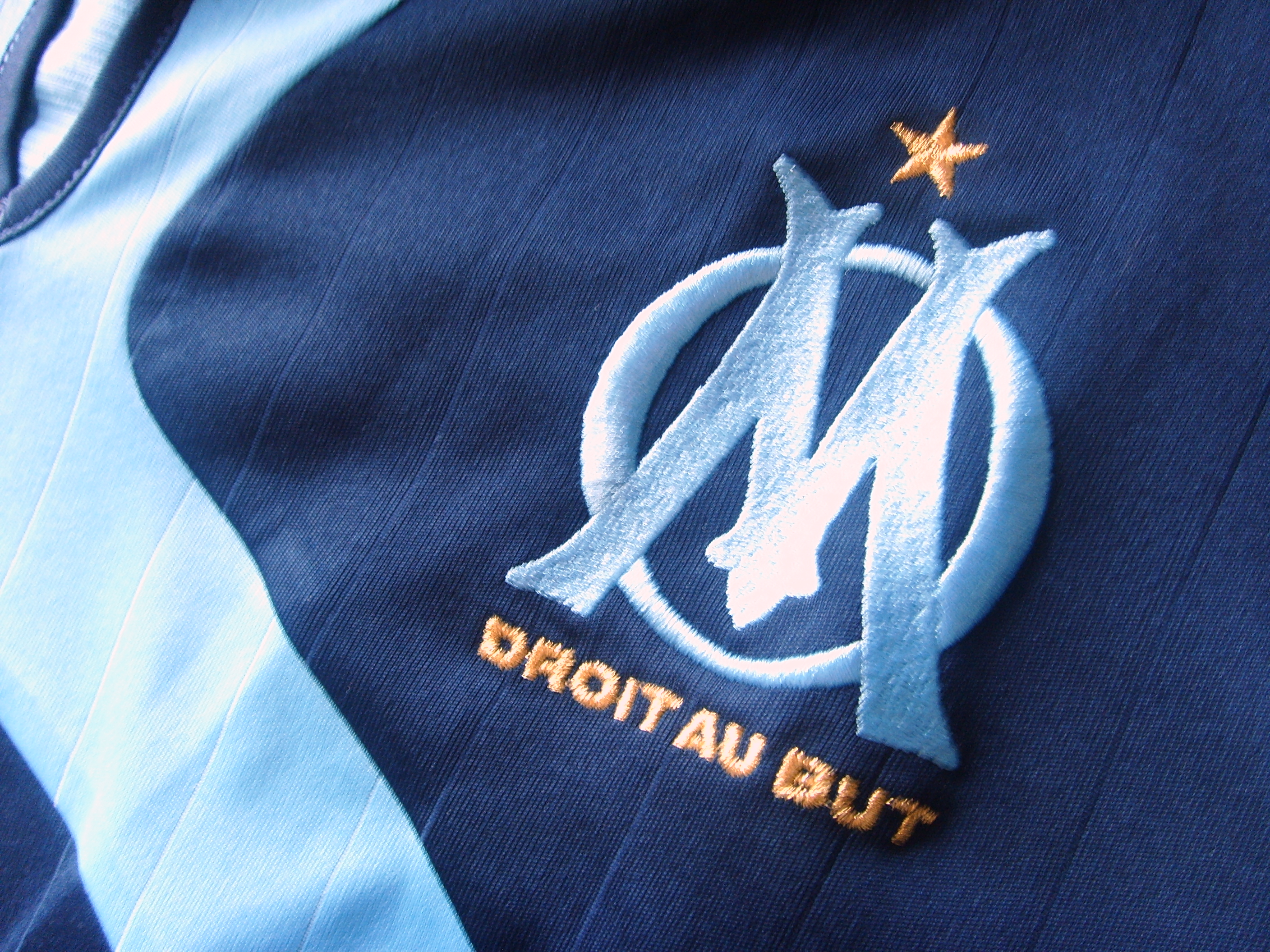
유니폼에 새겨진 올랭피크 드 마르세유 로고

올랭피크 드 마르세유(프랑스어: Olympique de Marseille)는 흔히 OM으로 알려진 마르세유를 연고로 하는 프랑스의 축구 클럽이다. 1899년에 창단되었으며, 현재 리그 1에 속해 있으며, 클럽 역사 대부분 프랑스 1부 리그에 속해 있었다. 마르세유는 9차례 프랑스 최상위 디비전을 우승하였고, 쿠프 드 프랑스를 10회 우승을 하였다. 1993년, 마르세유는 처음이자 현재까지 UEFA 챔피언스리그를 우승한 프랑스 클럽이 되었다. 1994년, 마르세유는 뇌물 수수 스캔들로 강등되었고, 리그 타이틀을 박탈당하였으나, 챔피언스리그 트로피는 박탈당하지 않았다. 2010년, 마르세유는, 선수 시절 클럽의 주장을 맡았던 디디에 데샹 감독의 지휘 하에 프랑스 리그 정상에 올랐다.
마르세유의 홈 구장은 60,031명을 수용 가능한 스타드 벨로드롬으로, 도시 남쪽에 위치하며, 1937년부터 홈구장으로 사용되었다. 스타드 벨로드롬은 홈팬들의 뜨거운 응원으로 알려져 있다. 이 클럽은 다수의 팬을 확보하고 있으며, 프랑스 축구계에서 평균 최다 홈관중을 기록하고 있다. 마르세유의 2008-09 시즌 평균 홈관중 수는 52,276명으로, 리그 1내에서 최고의 관중동원력을 보였다.
마르세유의 고유 유니폼 색깔은 백색의 상하의에 청색의 양말로 1986년까지 사용되었다. 1986년을 기점으로, 마르세유는 올백색의 유니폼으로 바뀌었고, 청색은 현 유니폼 공급업체인 아디다스의 마케팅에 의해 시안색으로 변경되었다. 마르세유의 현재 로고는 2004년에 도입되었다. 클럽의 모토인 "골 안으로 바로"(Droit Au But) 가 로고 아래에 새겨져 있으며, 1993년의 UEFA 챔피언스리그 우승을 상징하는 금별이 로고 위에 새겨져 있다. 1997년, 마르세유는 프랑스·스위스 사업가 로베르 루이드레퓌스에게 매각되었다.

## 역사

### 초창기
올랭피크 드 마르세유는 프랑스 스포츠 행정인, 르네 뒤포르 드 몽미라유(René Dufaure de Montmirail) 에 의해 1892년, 종합 스포츠 클럽으로 창단되었다. 스포츠 클럽인 '위에스 포세엔(US Phocéenne)'과 축구 클럽인 '푸트볼 클뢰브 드 마르세유(Football Club de Marseille)'로 창단 후 5년간 알려져 있었으며, 1899년에 25세기 전 포카이아에서 고대 그리스인이 처음으로 마르세유에 발을 디딘 것을 기념하여, '올랭피크 드 마르세유(Olympique de Marseille)'로 이름을 개칭하였다. 클럽의 도색은 고대 올림픽 경기와 그리스 국기에 역도색을 도입하였고, 초창기 클럽을 상징하였다. 처음에, 클럽의 가장 중요한 부서는 럭비였고, 클럽모토인 "골 안으로 바로(Droit au But)"도 럭비부에서 유래하였다. 1898년부터 프랑스 스포츠인과 육상인 조합 (Union des Sociétés Françaises de Sports Athlétiques, USFSA)의 회원이었고, 1902년에 잉글랜드인과 독일인의 도움으로 (앙드레 가스카르에 의해) 축구부가 신설되어, 스타드 드 뤼본(Stade de l'Huveaune)에서 초창기 홈 경기를 치루었다. 1904년, 올랭피크 드 마르세유는 첫 '샹피오나 뒤 리토랄(Championnat du Littoral)'을 마르세유와 그 교외의 라이벌들을 꺾고 우승을 거두었고, 11번째 시즌의 프랑스 챔피언십 최종 라운드에 참여하였다.
20세기 동안, 올랭피크 드 마르세유는 1924년, 1926년, 1927년에 쿠프 드 프랑스 우승을 거두며, 프랑스 내에서 중요한 팀이 되었다. 1929년, 마르세유는 클뢰브 프랑세(Club Français)를 꺾으며 우승을 차지하였다. 1924년에 차지한 쿠프 드 프랑스는 당시 프랑스 리그를 군림하던 '에프세 세트(FC Sète)'를 결승에서 제압하고 얻은 마르세유의 첫 메이저 타이틀이다. 20세기에, 마르세유는 프랑스 국가대표의 선수들인 쥘 데우아케즈(Jules Dewaquez), 장 보예(Jean Boyer), 조제프 알카사(Joseph Alcasar) 등의 선수를 보유하였다. 1930년, 마르세유는 이 시즌의 챔피언 세트에게 준결승에서 패하였다. 이듬해에는, 라이벌 세트를 제압하고 남동부 챔피언이 되었다. 쿠프 드 프랑스에서 올랭피크 드 마르세유는 클뢰브 프랑세에게 5경기 패하였고, 마르세유의 공격수 베르니크(Vernicke)가 출전 정지로 경기가 취소되자 승리를 획득한 것에 그쳤다. 1931-32 시즌은, 이전보다 덜 성공적이었으나, 인상적인 플레이를 보였다. 1932년, 마르세유는 프로 클럽 연합의 회원이 되었다. 1932년 1월 13일 오후 9시 15분, '브라스리 데 스포르(Brasserie des Sports)' 에서, 다르, 비송, 롤렌슈타인 박사, 에체파르, 르블랑, 밀, 앙포조, 사바티에, 세즈, 바사, 몰테로이, 폴라크는 다음 협회에 선출되었다.
- 명예 회장: 폴 뤼센, 페르낭 부이송
- 회장: M. 다르
- 부회장: 르블랑, 비송, 에체파르, 롤렌슈타인 박사, 앙포조
- 단장: 포셀-데디에
- 재정: 비송, 리벨

프랑스 첫 챔피언쉽인 디비시옹 1이 둘로 나뉘어 출범하였다. 마르세유는 1부에서 릴 OSC에 이어서 2위로 첫 시즌을 마감하였다. 이 시즌의 첫 경기에서, 마르세유는 이 시즌의 챔피언인 릴을 꺾었다.
1937년, 마르세유는 첫 디비시옹 1을 골 평균으로 타이틀을 획득하였다(마르세유는 +30을, FC 소쇼 몽벨리아르는 +17을 기록하였다). 바스콘셀로스를 영입하며, 마르세유는 수비가 강화되었지만, 팀의 골키퍼이자 프랑스 국가대표팀 일원 로랑 디 로르토(Laurant Di Lorto)가 소쇼로 이적하였다. 비슷한 시기, 마르세유는 1935년과 1938년에 쿠프 드 프랑스를 거두었으나, FC 세트에 의해 1934년에 더블을 거두는데 실패하였다.
1938년, 라르비 벤 바레크가 마르세유로 이적하였고, 팀의 "검은 진주"가 되었다. 제2차 세계 대전은 그의 마르세유에서의 임기를 단축시켰다. 1942-43 시즌, 마르세유는 각종 기록을 세웠다. 이 해에 롬므는 100골을 30경기에 기록하였고, 이 시즌 도중 한경기 최다골인 20골을 기록하였고 (아비뇽전), 아스나는 9골을 (이 중 8번째 골을 70분에 기록하였을 때 마르세유가 8-0으로 앞서갔다.) 아스나는 30번의 리그 경기동안 45골을 기록하였고, 컵 경기에서 11골을 기록하여, 시즌 내에 38경기 출장, 56골을 기록하였다. 당시 신예인 스코티, 로빈, 다르, 피론티의 활약으로, FC 지롱댕 드 보르도를 4-0으로 완파하고 컵대회 우승을 거두었다.
1948년, 소쇼와의 무승부 덕에, 마르세유는 또다시 프랑스 정상에 올랐다. 스타드 벨로드롬에서의 최종 2회 승리는 루베전(Roubaix, 6-0 승) 과 FC 메스전 (6-3 승)에서 기록하였고, 아스나와 로빈이 후반에 복귀하였다.
1952년, 마르세유는 강등 위기에 처하였으나, 팀내 골잡이 군나르 안데르손이 31골을 기록하여 강등에서 구제하였다. 롬므는 발랑시엔 FC에 5-3으로 승리하였다. 같은 해, 마르세유는 AS 생테티엔과의 홈 경기에서 3-10으로 대패하였으나, 리베라티가 부상당하였다. 1953년, 군나르 안데르손은 35골을 기록하였다. 마르세유는 OGC 니스에 1-2로 밀려 이 해의 쿠프 드 프랑스 준우승을 거두었고, 1957년 쿠프 드라고 결승에서 RC 랑스에 1-3으로 패하였다. 1959년, 마르세유는 창단 이후 처음으로 강등당하였다. 이후 6년간 마르세유는 1962-63 시즌을 제외하고, 2부리그에 머물렀고, 그 1부리그에 머물렀던 1962-63 시즌에도 20팀이 겨루는 리그에서 최하위를 기록하였다. 1965년, 마르셀 레클레 (Marcel Leclerc) 가 구단 회장이 되었다.

### 마르셀 르클레르 시대와 위기
마르세유의 프랑스 리그 제1 전성기는 70년대 초, 마르셀 르클레르(Marcel Leclerc, 1965-1972) 하에 이루어졌다. 그의 클럽에 대한 야망은 1965-66 시즌에 마르세유를 디비시옹 1에 복귀시켰다. 올랭피크는 이후, 1969년에 쿠프 드 프랑스 우승을 거두고, 1971년에는 스웨덴의 윙어 로게르 망누손과 1시즌 최다골인 44골을 기록한 요시프 스코블라르의 도움으로 리그 우승을 거두었다. 1971-72 시즌, 조르주 카르뉘스(Georges Carnus)와 베르나르 보스키에가 AS 생테티엔으로부터 영입되었고, 그 결과 1972년에 더블을 달성하였다. 마르세유는 1971-72 시즌과 1972-73 시즌에 유러피언 컵에 참가하였으나, 각각 요한 크라위프의 AFC 아약스와 유벤투스 FC에 패하였다. 그러나, 성공은 그 이후로 이어지지 못하였다. 1972년 7월 19일, 마르셀 르클레르는 마르세유를 떠났다. 르클레르는 고집이 센 회장으로, 마르세유는 이미 2명이라는 외국인 선수 보유 명수에 한계에 다다렀지만, 3번째 외국인 선수로 헝가리의 슈퍼스타 버르거 졸탄을 영입하다가 프랑스 협회가 거절하자 마르세유의 리그 참여를 보이콧 할 것이라고 위협을 가하였다. 마르세유 구단측은 르클레르의 요구를 거부하였고, 결국 레클레 회장을 해임하기에 이르렀다. 이후, 마르세유는 1976년에 쿠프 드 프랑스 우승, 단 한번의 메이저 대회 타이틀 획득에 그쳤고, 2부리그로 강등되었다. 이후 지역내 다수의 젊은 선수들(Minots)를 주역으로, 1984년 1부리그로 다시 복귀하였다. 이 미노(Minots)의 주역 중 한명은 에리크 디 메코(Éric Di Meco)였다.

### 베르나르 타피 시대와 뇌물수수 스캔들
1986년 4월 12일, 베르나르 타피(Bernard Tapie)는 마르세유 시장 가스통 드페르(Gaston Defferre)의 도움으로 구단 회장이 되었고, 프랑스 역사상 가장 위대한 클럽을 건설하였다. 그는 알랭 지레스와 카를하인츠 푀르슈터와 같은 선수를 1986년 FIFA 월드컵이 종료된 후에 영입하였다. 타피 회장은 유러피언 컵 우승을 목표로 두고, 주가가 높은 선수들을 줄줄이 영입하였는데, 이들 중에는 장피에르 파팽, 크리스 워들, 클라우스 알로프스, 엔소 프란체스콜리, 아베디 펠레, 디디에 데샹, 바질 볼리, 마르셀 드사이, 루디 푈러, 그리고 에리크 캉토나 같은 선수들이 있었고, 이 팀을 맡은 높은 주가의 감독들로는 프란츠 베켄바워, 제라르 길리, 레몽 후탈스 등이 있었다. 1989년과 1992년 사이, 마르세유는 리그와 컵에서 4연패를 거두었다. 타피 회장 시기에서 클라이막스를 찍은 것은 1993년의 UEFA 챔피언스리그 우승이었다. 바질 볼리는 뮌헨 올림픽 스타디움에서 열린 AC 밀란과의 챔피언스리그 결승전에서 결승골을 기록하였다. 마르세유는 이 경기에서의 우승으로 챔피언스리그 우승을 거둔 최초의 프랑스 리그 클럽이 됨은 물론이며, 디디에 데샹과 파비앵 바르테즈가 각각 챔피언스리그 우승을 거둔 최연소 주장과 골키퍼 자리를 차지하는 영예를 안겼다.
이 영광 이후로, 마르세유는 추락이 뒤따랐다. 1994년, 재정난이 닥치고 전 회장 베르나르 타피가 승부 조작에 연류되었고, 2부리그에 강등되었고, 1부리그에 다시 복귀하기까지 또 2년이 걸렸다. 더 나아가서, 마르세유는 1992-93 시즌에 획득한 디비시옹 1 타이틀이 취소되었고, UEFA 챔피언스리그 1993-94와 1993년 UEFA 슈퍼컵, 1993년 인터콘티넨털컵에 참여할 권리를 박탈당하였다. 이 스캔들은 발랑시엔-올랭피크 마르세유 승부조작 (l'affaire VA-OM)으로 불리게 되었고, 당시 발랑시엔 FC의 선수였던 자크 글라스만, 호르헤 부루차가, 그리고 크리스토프 로베르 가 마르세유 선수 장자크 에이델리에 의해 마르세유가 이기도록 함은 물론이고 UEFA 챔피언스리그 결승을 앞둔 마르세유가 선수의 부상이 없도록 합의하였다고 밝혀졌다.

### 부흥을 향한 길
1996년, 마르세유는 1부리그에 복귀하였고, 아디다스 주식소유자인 로베르 루이드레퓌스(Robert Louis-Dreyfus)가 구단 회장으로 취임하였다. 그는 롤랑 쿠르비를 새 사령탑으로 선임하였고, 파브리치오 라바넬리, 로랑 블랑, 안드레아스 쾨프케를 영입하였고, 마르세유는 1996-97 시즌을 11위로 마감하였다. 1998-99 시즌, 롬므는 로베르 피레스, 플로리앙 마우리스, 크리스토프 뒤가리 등을 영입하며 100주년을 성대하게 맞이하였다. 같은 시즌, 마르세유는 UEFA 컵 결승전에 진출하였으나, 파르마 FC와의 결승에서 패하였고, FC 지롱댕 드 보르도에게 밀리며 리그에서 준우승을 거두었다. 1999년 11월, 쿠르비는 성적 부진을 책임지고 감독직을 내려놓았다. 2004년 마르세유는 FC 드니프로 드니프로페트로우스크, FC 인테르나치오날레 밀라노, 리버풀 FC, 그리고 뉴캐슬 유나이티드 FC를 꺾고 또다시 UEFA 컵 결승에 도달하였다. 그러나 결승에서 발렌시아 CF에 패하며, 팬들은 메이저 트로피 우승까지 또다시 긴 시간을 기다려야 하였다.
2005년, 마르세유는 UEFA 인터토토컵에서 강호 SS 라치오와 데포르티보 라코루냐를 꺾고 UEFA 컵 진출에 성공하였다.
2007년 1월, 드레퓌스는 캐나다의 사업가이자 박사인 잭 카치카르(Jack Kachkar, 제약회사 이닉스의 CEO) 와 구단 매각에 대해서 협상하였다. 잭 카치카르는 구단 매각에 시간을 지나치게 소비하자, 로베르 루이드레퓌스는 2007년 3월 22일에 캐나다 사업가에게 매각하지 않기로 최종 결정하였다.
2007년 5월 마르세유는 FC 소쇼 몽벨리아르와 쿠프 드 프랑스의 결승에서 만났고, 마르세유는 스캔들 이후 처음으로 메이저 타이틀 획득의 기회를 잡았다. 그러나, 마르세유는 연장전 끝에 2-2로 비기고 승부차기에서 패하여, 팬들을 실망시켰으나, 리그를 준우승으로 마무리함에 따라 UEFA 챔피언스리그 2007-08 본선 직행을 위안으로 삼았다.
챔피언스리그에서, 마르세유는 전 시즌 준우승 팀인 리버풀 FC를 원정에서 1-0으로 신승하며, 안필드에서 승리를 거둔 첫 프랑스 클럽이 되었고, 처음 2경기를 모두 승리하였다. 이후, 마르세유는 1무에 그치고, 원정에서 1-0 승리를 거둔 리버풀에게 역으로 홈에서 0-4로 패하여, 잉글랜드 클럽을 상대로 홈에서 첫 패배를 당하였다. 결국 FC 포르투와 리버풀 FC에 밀린 마르세유는 A조 3위로 마감하여 UEFA 컵으로 무대를 옮겼다.
2008-09 시즌, 마르세유는 FC 지롱댕 드 보르도와의 격렬한 레이스 끝에 리그 1을 준우승으로 마무리하였다. 이로써 마르세유는 또다시 UEFA 챔피언스리그 본선에 직행하였고, 3시즌 연속으로 챔피언스리그에 진출하였다. 마르세유는 2010년 3월에 쿠프 드 라 리그 결승에서 보르도를 3-1로 꺾고 우승하였다. 이로써 마르세유는 챔피언스리그 우승 17년 만에 첫 타이틀을 획득하였다. 2달 후, 마르세유는 스타드 렌 FC를 3-1로 꺾고 18년 만에 리그 정상에 올랐다.
마르세유는 2010-11 시즌을 앞두고 튀니지의 라데스 7 노벰브르 경기장에서 열린 2010년 트로페 드 샹피옹 결승전에서 파리 생제르맹 FC과의 승부차기 끝에 우승을 거두었다. 마르세유는 2011년 4월 23일에 몽펠리에 HSC를 1-0으로 꺾고 쿠프 드 라 리그에서 처음으로 타이틀 방어에 성공한 클럽이 되었다. 그 전에, 마르세유는 UEFA 챔피언스리그 16강에 1993년 우승을 거둔 이후 처음으로 올라갔다. 그러나 올드 트래퍼드에서 맨체스터 유나이티드 FC에게 1-2로 패하며 더 이상 나아가지 못하였다. MŠK 질리나전에서 기록한 7-0 승리는 클럽 역사상 챔피언스리그에서 기록한 최다 점수차 승리이다.
2011년, 마르세유는 리그 1 타이틀 방어에 실패하였으나, UEFA 챔피언스리그 직행에 성공하며, 5년 연속 챔피언스리그에 참여하였다. 2011년 7월 27일, 마르세유는 모로코의 스타드 드 탕제르에서 열린 2011년 트로페 드 샹피옹에서 전 시즌 더블을 기록한 릴 OSC를 5-4로 꺾고 타이틀을 획득하였다. 경기는 5분을 남기고 1-3으로 끌려가고 있었는데, 막판 5분에 양팀은 5골을 기록하였고, 이중 마르세유의 앙드레 아유는 해트트릭에 성공하였다.

## 라이벌

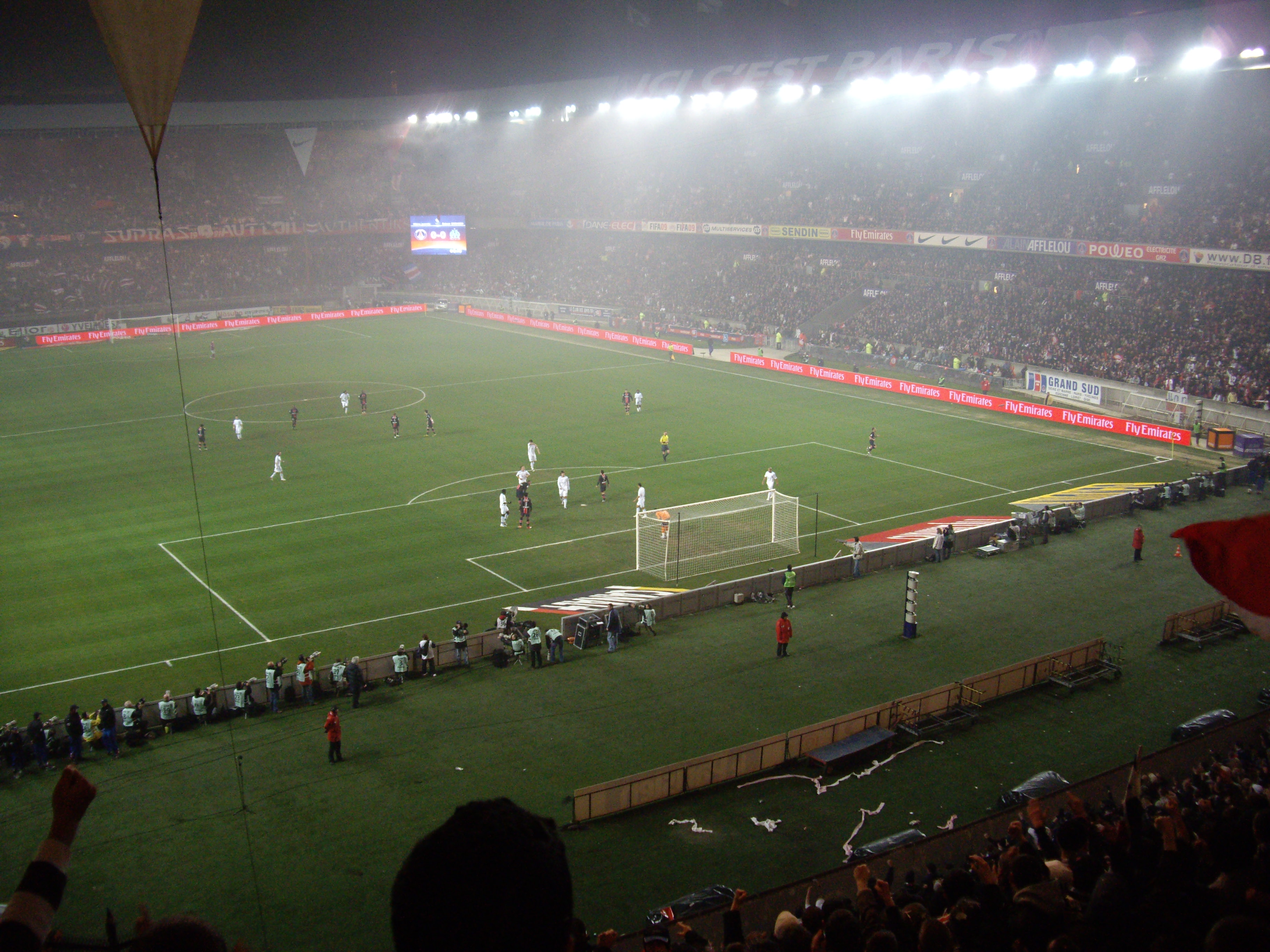
2009년 3월 15일의 르 클라시크; 이날 경기에서 마르세유가 PSG를 3-1로 꺾었다.

PSG-OM 혹은 OM-PSG는 흔히 르 클라시크(Le Classique)라고 불리며 파리 생제르맹 FC와 올랭피크 드 마르세유간의 경기이다. 클라시크라는 단어는 스페인 라 리가의 레알 마드리드 CF와 FC 바르셀로나간의 더비 경기인 엘 클라시코(El Clásico, 스페인어로 "고전 더비"라는 뜻)에서 유래하였다. 다른 더비 경기와 마찬가지로, 파리 생제르맹과 마르세유는 경기장 외에서도 격렬한 신경전을 펼친다. 두 팀간의 더비는 단순한 축구 경기에 그치는 것이 아니라, 프랑스의 역사적, 문화적, 그리고 사회적 배경이 얽혀있다. 그로 인해 "수도 대 지방(프로방스)" 혹은 "선택받은 자와 앙팡 테리블(Enfants terribles, 무서운 아이들)" 간의 경기로 불리기도 한다. 또 PSG의 연고 도시안 파리는 프랑스 북부에 위치하고 OM의 연고 도시인 마르세유는 남부의 지중해를 끼고 있으므로, 남북 더비로 불리기도 한다.
PSG와 마르세유는 프랑스 클럽들 중 유럽대항전 타이틀을 가진 유이한 클럽들로, 파리 생제르망은 1996년에 UEFA 컵 위너스컵을, 마르세유는 1993년에 UEFA 챔피언스리그를 각각 우승하였고, 올랭피크 리옹이 21세기에 들어서 거대한 세력으로 성장하기 전까지 프랑스를 양분하였다. 최근에 PSG와 l'OM은 전통강호인 AS 생테티엔과 마찬가지로 기복이 있지만, 프랑스 내에서 가장 충실한 팬 베이스를 지니고 있고, 이 점은 두 팀간의 경기를 특별하게 한다.

## 홈구장
1904년과 1937년 사이, 마르세유의 홈구장은 스타드 드 루보느 (Stade de l'Huveaune)였다. 이 구장의 소유주는 클럽 자체로, 현재의 이름인 루보느와 달리, 한때 종합 클럽 럭비부의 선수를 기리며 스타드 페르낭 뷔송 (Stade Fernand Buisson) 이라고 불리었고, 20세기에 팬들의 재정적 도움으로 리모델링되었다. 이 경기장은 15,000명을 수용할 수 있다. 1937년을 기점으로, 롬므는 스타드 벨로드롬으로 홈구장을 옮겼다. 이후, 마르셀 레클레가 회장이었을 때 스타드 벨로드롬의 임대 비용을 줄이기 위해 루보느를 사용하였던 적이 있으며, 1982-83 시즌 도중에 UEFA 유로 1984를 위해 벨로드롬의 리모델링이 필요하게 되자, 임시로 구 홈구장을 사용하였다. 1998년 FIFA 월드컵을 앞두고, 비라주 노르 (Virage Nord) 와 비라주 수 (Virage Sud) 라는 거대한 스탠드를 가지게 되었고, 메인 스탠드인 장 부앵 (Jean Bouin) 스탠드와 가나이 (Ganay) 스탠드가 증축되었다. 현재, 벨로드롬은 60,031명을 수용할 수 있으며, 홈 경기마다 주로 만원을 이룬다.
지방 자치는 UEFA 유로 2016을 앞두고 경기장에 67,000명을 수용할 수 있도록 증축하는데 비용을 부담하기로 합의하였다. 선수들이 입장할 때, 반 헤일렌의 "Jump"를 들을 수 있고, 홈팀의 득점시 퍼프 대디의 "Come with me" 음악을 들을 수 있다.

## 서포터

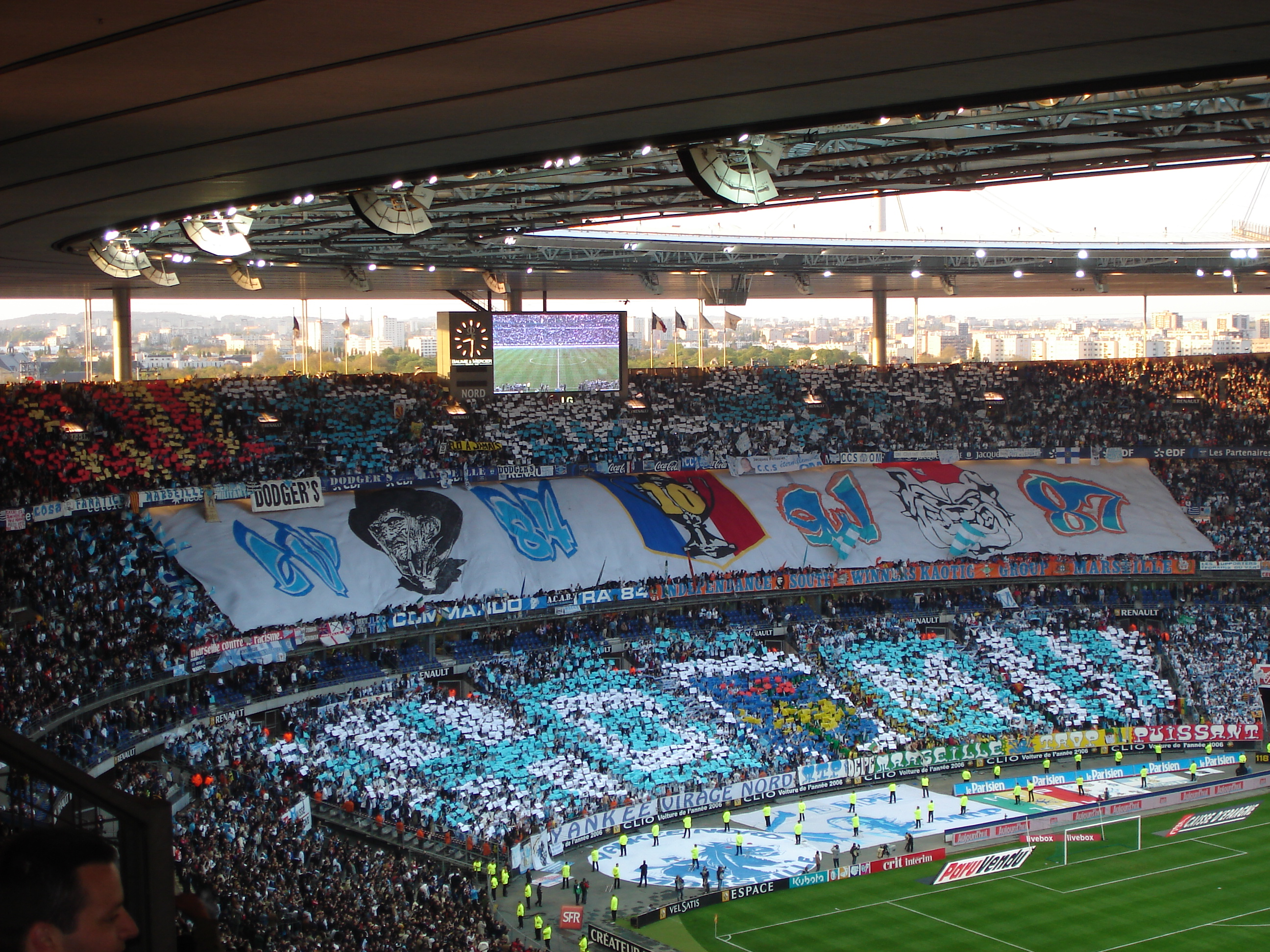
스타드 드 프랑스에 웅집한 마르세유 팬들

스타드 벨로드롬의 분위기는 골 뒤편의 양쪽 스탠드를 차지한 OM의 홈 팬들에 의해 분위기가 조성된다.

### 비라주 노르 파트리스 드 페레티
북쪽 스탠드는 양키 노르 마르세유 (Yankee Nord Marseille), 마르세유 트롭 퓌상 (Marseille Trop Puissant), 파나틱 (Fanatics), 도저 (Dodger)의 서포터 그룹이 시즌 초에 이 스탠드에 위치한 관중석 입장권을 구매한다. 비라주 노르는 원정석 옆에 위치하며, 높은 울타리로 원정석과 나뉘어 있다. 2002년, 비라주 노르는 상대적으로 늦게 형성된 서포터 그룹인 마르세유 트롭 퓌상의 리더의 이름을 따 공식적으로 파트리스 드 페레티 (1972-2000)이라는 이름이 주어졌다. 2010-11 시즌, 마르세유의 써드킷은 트롭 퓌상 그룹을 기리기 위해 검정 바탕에, 적색, 황색, 녹색의 아프리카 색상 줄무늬 패턴을 넣어, 왼쪽 윙 스탠드를 상징하도록 하였다.

### 비라주 수 슈발리에 드 라 로스
비라주 노르와 마찬가지로, 남쪽 스탠드 또한 코만도 울트라 1984 (Commando Ultras 1984), 사우스 위너 (South Winners) 가 남쪽 스탠드 정중앙을 차지하고, 아미 드 롬므 (Amis de l'OM) 와 클룹 센트랄 데 수포퇴르 (Club Central des Supporteur) 가 나머지 남쪽스탠드를 차지한다. 2007-08 시즌, 마르세유의 써드킷은 사우스 위너스의 팬들을 기리기 위해 주황색을 사용하여, 왼쪽 윙 스탠드를 상징하도록 하였다.

### 리보르노 - AEK - 마르세유
마르세유는 AS 리보르노 칼초와 AEK 아테네 FC와도 밀접한 관계를 가진다. 마르세유 팬들은 이 두팀의 배너를 휘날리며, 동맹 관계를 표시한다.

## 클럽 엠블럼
클럽 창단자 레네 뒤파우르 드 몽미라왈은 그의 개인 문양에서 영감을 받아, "D"와 "M"을 겹쳐 최초의 클럽 엠블럼을 만들었다. 클럽의 모토 "골 안으로 바로" (Droit Au But)는 럭비가 클럽의 주 스포츠이고, "푸트볼 클룹 드 마르세유" (Football club de Marseille) 시절부터 사용되어 왔다. 초창기 엠블럼은 "M"을 고유체로 하여 "O" 안에 겹쳤고, 클럽의 모토가 엠블럼을 가로질러 새겨져 있었다. 이 엠블럼운 30여년간 1935년까지 사용되었고, 아트 데코 쉴드가 도입되어, "M"이 "O" 안에 완전히 들어갔다. 1972년 올랭피크는 엠블럼의 "M"을 복합체로 바꾸었다. 1986년, 초창기 엠블럼울 다시 도입하였고, 이어지는 시기동안 약간씩 변경되었는데, 1993년에는 UEFA 챔피언스리그 우승을 기념하여 별이 추가되었고, 1999년에 100주년을 기념하여, "O"는 금색으로 "M"은 시안색으로 표시하였고, 2009-10 시즌의 110주년 기념에서도 비슷한 방식을 사용하였다.
현재 쓰이는 엠블럼은 2004년 2월 17일에 처음 선보였고, "O"와 "M"이 하나로 겹쳐져 시안색으로 되어 있으며, 음영효과와 테두리효과를 사용하지 않았다. 이 엠블럼 위에는 황금 별이 아래에는 클럽 모토가 황금색으로 쓰여져 있다.

## 역대 성적
마르세유는 현재까지 프랑스 프로축구 최상위리그를 9회 우승하였고, 이는 10회 우승을 기록한 AS 생테티엔에 이어 2번째다. 마르세유는 쿠프 드 프랑스를 총 10번 우승다. 마르세유는 두 차례 리그와 컵 더블을 이룩하였다. (1972년, 1989년) 또한, 마르세유는 1992-93 시즌에 UEFA 챔피언스리그도 우승하여 이 부문에서 우승을 거둔 유일한 프랑스 팀이기도 하다.

### 국내 타이틀
- 디비시옹 1 / 리그 1 우승 9회[21]
  - 우승: 1936–37, 1947–48, 1970–71, 1971–72, 1988–89, 1989–90, 1990–91, 1991–92, 2009–10
  - 준우승: 1937-38, 1938-39, 1969-70, 1974-75, 1986-87, 1993-94, 1998-99, 2006-07, 2008-09, 2010-11, 2012-13
- 디비시옹 2 우승 1회
  - 우승: 1994–95
  - 준우승 : 1965-66, 1983-84, 1995-96
- 쿠프 드 프랑스 우승 10회 (기록)
  - 우승: 1923–24, 1925–26, 1926–27, 1934–35, 1937–38, 1942–43, 1968–69, 1971–72, 1975–76, 1988–89
  - 준우승: 1933-34, 1939-40, 1953-54, 1985-86, 1986-87, 1990-91, 2005-06, 2006-07
- 쿠프 드 라 리그 우승 2회
  - 우승: 2010, 2011
- 트로페 데 샹피옹 우승 3회[22]
  - 우승: 1971, 2010, 2011
- 쿠프 샤를 드라고 우승 1회
  - 우승: 1957
- 샹피오나 드 프랑스 아마퇴르 우승 1회
  - 우승: 1929
- 샹피오나 드 프랑스 USFSA
  - 준우승: 1919

### 지역 대회
- 남동부 DH 챔피언쉽 우승 4회
  - 우승: 1927, 1929, 1930, 1931
  - 준우승: 1921, 1922, 1924, 1925
- 해안 USFSA 챔피언쉽 우승 7회
  - 우승: 1903, 1904, 1905, 1906, 1907, 1908, 1919
  - 준우승: 1909, 1910, 1911, 1912, 1913, 1914

### 국제 대회
- UEFA 챔피언스리그 우승 1회
  - 우승: 1992-93
  - 준우승: 1990-91
- UEFA 유로파리그
  - 준우승: 1998-99, 2003-04, 2017-18
- UEFA 인터토토컵 우승 1회
  - 우승: 2005

### 리저브팀
- 샹피오나 드 프랑스 아마퇴르 우승 1회
  - 우승: 2002
- 남동부 DH 챔피언쉽 우승 2회
  - 우승: 1958, 1966
  - 준우승: 1962
- 해안 USFSA 챔피언쉽 3 우승 1회
  - 우승: 1910
- 해안 USFSA 챔피언쉽 4 우승 1회
  - 우승: 1910

### 청소년팀
- 쿠프 강바르델라 우승 1회
  - 우승: 1979
- 프랑스 U-16 챔피언쉽 우승 3회
  - 우승: 1979, 2008, 2009

## 선수

### 현재 선수 명단
참고: FIFA 자격 규정에 따라 소속된 국가대표팀 국기를 표시합니다. 선수는 복수의 FIFA 비회원국 국적을 가지고 있을 수 있습니다.
| 번호 | 포지션 | 국적     | 이름                |
| ---- | ------ | -------- | ------------------- |
| 1    | GK     | 카메룬   | 시몽 은가판두에튼부 |
| 4    | DF     |          | 사뮈엘 지고         |
| 5    | DF     |          | 레오나르도 발레르디 |
| 6    | MF     |          | 마테오 겐두지       |
| 7    | DF     |          | 조나탕 클로스       |
| 8    | MF     | 모로코   | 아제딘 우나히       |
| 9    | FW     | 포르투갈 | 비티냐              |
| 10   | FW     | 자메이카 | 메이슨 그린우드     |
| 16   | GK     |          | 파우 로페즈         |
| 17   | FW     | 튀르키예 | 젱기즈 윈데르       |

| 번호 | 포지션 | 국적                  | 이름                                    |
| ---- | ------ | --------------------- | --------------------------------------- |
| 18   | MF     | 우크라이나            | 루슬란 말리노우스키 (아탈란타에서 임대) |
| 21   | MF     |                       | 발렌틴 론지에 (부주장)                  |
| 23   | DF     | 보스니아 헤르체고비나 | 세아드 콜라시나츠                       |
| 27   | MF     |                       | 조르당 베레투                           |
| 29   | DF     | 부르키나파소          | 이사 카보레 (맨체스터 시티에서 임대)    |
| 30   | DF     | 포르투갈              | 누노 타바레스 (아스널에서 임대)         |
| 36   | GK     |                       | 루벤 블랑코 (셀타 비고에서 임대)        |
| 47   | MF     | 튀르키예              | 바르투 엘마즈                           |
| 77   | MF     | 모로코                | 아민 하리트                             |
| 99   | DF     | 콩고 민주 공화국      | 샹셀 음벰바                             |

### 임대 선수 명단
참고: FIFA 자격 규정에 따라 소속된 국가대표팀 국기를 표시합니다. 선수는 복수의 FIFA 비회원국 국적을 가지고 있을 수 있습니다.
| 번호 | 포지션 | 국적   | 이름                                      |
| ---- | ------ | ------ | ----------------------------------------- |
| —    | DF     |        | 조르당 아마비 (헤타페로 임대)             |
| —    | DF     |        | 폴 리롤라 (엘체로 임대)                   |
| —    | DF     |        | 이사크 투레 (오세르로 임대)               |
| —    | MF     | 세네갈 | 파페 게예 (세비야로 임대)                 |
| —    | MF     |        | 케빈 스트로트만 (제노아로 임대)           |
| —    | FW     |        | 콘라드 데 라 푸엔테 (올림피아코스로 임대) |

| 번호 | 포지션 | 국적     | 이름                                  |
| ---- | ------ | -------- | ------------------------------------- |
| —    | FW     |          | 살림 벤 세기르 (발랑시엔으로 임대)    |
| —    | FW     |          | 루이스 엔히크 (보타포구로 임대)       |
| —    | FW     |          | 아르카디우시 밀리크 (유벤투스로 임대) |
| —    | FW     | 세르비아 | 네마냐 라도니치 (토리노로 임대)       |
| —    | FW     | 콜롬비아 | 루이스 수아레스 (알메리아로 임대)     |

## 역대 감독
| 감독                     | 임기        |
| ------------------------ | ----------- |
| 페르난도 리에라          | 1974        |
| 프란츠 베켄바워          | 1990 ~ 1991 |
| 토미슬라브 이비치        | 1991        |
| 베르나르 카소니          | 1999 ~ 2000 |
| 요시프 스코블라르        | 2001        |
| 필리프 트루시에          | 2004 ~ 2005 |
| 마르셀로 비엘사          | 2014 ~ 2015 |
| 호세 미겔 곤살레스       | 2015 ~ 2016 |
| 안드레 빌라스보아스      | 2019 ~ 2021 |
| 호르헤 삼파올리          | 2021 ~ 2022 |
| 마르셀리노 가르시아 토랄 | 2023        |

## 저서
- Alain Pécheral (2007). La grande histoire de l'OM. L'Équipe. ISBN 2-916400-07-9.
- Thierry Agnello (2008). Droit au but : l'histoire de l'Olympique de Marseille. Hugo Sport. ISBN 978-2-7556-0183-1.